# Readstown
Readstown és una població dels Estats Units a l'estat de Wisconsin. Segons el cens del 2000 tenia 395 habitants.

## Demografia
Segons el cens del 2000, Readstown tenia 395 habitants, 187 habitatges, i 104 famílies. La densitat de població era de 85,2 habitants per km².
Dels 187 habitatges en un 22,5% hi vivien nens de menys de 18 anys, en un 41,7% hi vivien parelles casades, en un 8% dones solteres, i en un 43,9% no eren unitats familiars. En el 36,9% dels habitatges hi vivien persones soles el 25,1% de les quals corresponia a persones de 65 anys o més que vivien soles. El nombre mitjà de persones vivint en cada habitatge era de 2,11 i el nombre mitjà de persones que vivien en cada família era de 2,73.
Per edats la població es repartia de la següent manera: un 21% tenia menys de 18 anys, un 7,6% entre 18 i 24, un 24,3% entre 25 i 44, un 24,8% de 45 a 60 i un 22,3% 65 anys o més.
L'edat mediana era de 43 anys. Per cada 100 dones de 18 o més anys hi havia 80,3 homes.
La renda mediana per habitatge era de 21.250 $ i la renda mediana per família de 28.125 $. Els homes tenien una renda mediana de 26.250 $ mentre que les dones 18.889 $. La renda per capita de la població era de 12.957 $. Aproximadament el 9,3% de les famílies i el 21,2% de la població estaven per davall del llindar de pobresa.

## Poblacions més properes
El següent diagrama mostra les poblacions més properes.